# Кавад II
Кавад II Шируйе  (590  —  628) — царь царей (шахиншах) Ирана, правил несколько месяцев в 628 году. Из династии Сасанидов, старший сын Хосрова II Парвиза. Кавад имел прозвище Шируйе («Львёнок»), иранские историографы чаще всего называют его именно этим прозвищем.

## Правление

### Приход к власти
Фирдоуси считал Кавада сыном византийской принцессы Марии, дочери Маврикия. По преданию, звездочёты предрекли Парвизу, что его старший сын станет причиной смут и бедствий. Быть может, именно поэтому Хосров не хотел назначать его наследником власти, а когда Каваду исполнилось двадцать три года, приказал за какие-то провинности держать под арестом. Трон же он решил передать своему младшему сыну Марданшаху от брака с его любимой женой Ширин.
Шируйе освободили восставшие против Хосрова II заговорщики. Фирдоуси пишет, что сын не хотел лишать жизни отца, но Хосров отказался признать своё низложение, и тогда военачальники, помешать которым новый шахиншах был бессилен, убили Хосрова. Вообще мусульманские историки, черпавшие сведения из персидских книг и устных преданий, представляют Кавада II правителем безвольным и бездарным, а как человека — откровенным негодяем. «Трусливый и незрелый» (по характеристике Фирдоуси) Кавад сперва изувечил, а затем убил всех своих братьев, числом (по разным источникам) до двадцати, в том числе и Марданшаха. Правда по сведениям анонимной сирийской хроники VII века, главным инициатором убийства Хосрова II Парвиза и его детей был Шамта, сын бывшего чиновника свергнутого царя, христианина Яздина. Феофан Византиец писал о том, что инициатором казни отца был именно Кавад II и что в течение пяти дней перед смертью Хосров подвергался неслыханным издевательствам: 

«Крепко оковавши цепями руки его назад, на ноги и на шею наложили тяжелые железа и ввергли его в дом тьмы, который ещё в юности устроил он и укрепил для хранения денег; здесь томили его голодом, подавая скудный хлеб и воду. Сироис (то есть Шируйе) при этом сказал: «Пусть ест золото, которое собирал напрасно, для которого многих уморил голодом и опустошил мир»; он посылал сатрапов ругаться над ним и плевать на него; потом приведши Мердасана (то есть Марданшаха), которого хотел венчать, пред глазами его убил, также убил пред ним и прочих детей его, и посылал всех врагов его ругаться над ним и заплевывать его. Продолжавший сии ругательства в течение пяти дней Сироис приказал убить его стрелами, и таким образом в мучениях мало-помалу тиран испустил злую душу свою».
Затем, по преданию, Кавад II захотел жениться на вдове отца, всё ещё прекрасной Ширин. Но та обманула его — попросила разрешения перед свадьбой войти к мужу в гробницу, так как он ей якобы что-то оставил, и там приняла яд. 
Армянские историки, напротив, хвалят Шируйе, ибо он, во-первых, прекратил войну с византийцами, а во-вторых, издал указ об освобождении населения от податей сроком на три года. У несторианского автора «Хроники Сеерта» сказано, что шах исповедовал христианство и даже носил на теле крест, что конечно же, невероятно.

### Внешняя политика
К моменту вступления на престол Кавада II положение Ирана было очень тяжёлым. Страна была совершенно истощена многолетней войной с Византией, которую персы проигрывали. Сил для продолжения борьбы не было. Кавад II немедленно отправил к Ираклию посольство, состоявшее по большей части из несторианских епископов, известив таким образом о смене власти и желании мира. В ответ Ираклий потребовал, помимо огромной контрибуции, освобождения всех пленных, возврата захваченных в Иерусалиме святынь, уступки ему всех захваченных при отце Кавада земель и немедленного вывода персидских гарнизонов и полевых армий со всей оккупированной территории Византии. Условия были приняты и 3 апреля 628 года мир был заключен.
Но если Ираклий и заключил с персами мир, то тюрки продолжали громить Закавказье. Весной объединённое тюрко-хазарское войско взяло Тифлис. В отместку за оскорбления, которыми грузины и персы во время первой осады награждали тюрок, каган приказал вырезать всех, кого тюрки смогли поймать, а грузинского царя и персидского марзбана замучить, ослепив и содрав кожу.

### Смерть Кавада II
Размытые годом ранее дамбы, защищавшие поля нижней Месопотамии, вследствие разрухи починить так и не смогли. Буквально за сезон значительная часть плодороднейших земель здесь превратилась в болота. Начались голод и эпидемия, которая не пощадила и самого царя. Он умер в октябре 628 года «от болезни живота» (дизентерия), процарствовав не более восьми месяцев. Однако не исключено, что причиной смерти Кавада II был яд.
Кавад II Широй умер на пути в Хульван, то есть на север от Ктесифона, куда направлялся, чтобы провести лето, «по обычаю царей персов»
Его смерть стала катализатором бунтов и восстаний в Иране, что привело к ослаблению Сасанидской державы и, спустя 23 года, к окончательному падению.
| Сасаниды                         |                                                  |                       |
| Предшественник: Хосров II Парвиз | шахиншах Ирана и не-Ирана 628 (правил 8 месяцев) | Преемник: Арташир III |